# Don Davis (Jazzmusiker)
Don J. Davis (* um 1950) ist ein US-amerikanischer Jazzmusiker (Holzblasinstrumente).

## Leben und Wirken
Davis studierte Komposition und Saxophon am Berklee College of Music in Boston; 1975 setzte er seine Studien am Creative Music Studio in Woodstock (New York) fort. Er arbeitete in dieser Zeit u. a. mit Michael Mantler (13 for Piano and Two Orchestras, 1975), Daevid Allens Formation New York Gong (Album About Time, 1979) und der Band Material (Temporary Music 1, 1979) um Bill Laswell. 1979 trat er mit Karl Bergers  Woodstock Workshop Orchestra auf den Donaueschinger Musiktagen auf. 1980 zog er nach New York City und spielte in der dortigen Downtown-Szene mit verschiedenen Jazz- und Rockbands und wurde Mitglied des Microscopic Septet, dem u. a. auch Phillip Johnston, David Sewelson, David Hofstra und Richard Dworkin angehörten. In den folgenden Jahren arbeitete Davis u. a. mit der Marc Black Band, Davis and Deleault, John Lindberg’s TriPolar, Karl Berger, FD Reeve, Carla Bley, der Walter Thompson Big Band und LL Cool J. 1993 zog er nach New Hampshire und unterrichtete Holzblasinstrumente an der Manchester Community Music School und an der High Mowing School in Wilton (New Hampspire). Im Bereich des Jazz war er zwischen 1975 und 2014 an 18 Aufnahmesessions beteiligt.

## Aufnahmen mit The Microscopic Septet
- Take The Z Train (Press, 1983), mit Phillip Johnston, John Hagen, David Sewelson, Joel Forrester, David Hofstra, Richard Dworkin
- Let's Flip (Osmosis, 1985), mit Phillip Johnston, Don Davis, Danny Nigro, David Sewelson, Joel Forrester, David Hofstra, Richard Dworkin
- Off Beat Glory (Osmosis, 1986), mit Phillip Johnston, Paul Shapiro, David Sewelson, Joel Forrester, David Hofstra, Richard Dworkin
- Beauty Based on Science (Stash Records, 1988), mit Phillip Johnston, Paul Shapiro, David Sewelson, Joel Forrester, David Hofstra, Richard Dworkin
- Lobster Leaps In (Cuneiform, 2007), mit Phillip Johnston, Mike Hashim, David Sewelson, Joel Forrester, David Hofstra, Richard Dworkin
- Friday The Thirteenth: The Micros Play Monk (Cuneiform, 2010), mit Phillip Johnston, Michael Hashim, Dave Sewelson, Joel Forrester, David Hofstra, Richard Dworkin
- Manhattan Moonrise (Cuneiform, ca. 2014), mit Phillip Johnston,  Michael Hashim, Dave Sewelson, Joel Forrester, David Hofstra, Richard Dworkin